# Ute Teuschel
Ute Teuschel ist eine ehemalige deutsche Handballspielerin.
Sie spielte in der Deutschen Demokratischen Republik für den SC Leipzig und gewann 1986 den Europapokalwettbewerb IHF-Pokal. Von 1990 bis 1995 spielte Teuschel in der Bundesliga für den Buxtehuder SV (BSV) und erzielte in 115 Spielen 334 Tore. 1994 errang sie mit dem BSV den Sieg im Euro-City-Cup, fehlte aber im ersten und zweiten Endspiel wegen eines Nasenbeinbruchs.
Nach ihrer aktiven Karriere war Teutschel Co-Trainerin beim TSV Bayer 04 Leverkusen.